# Anthropologie

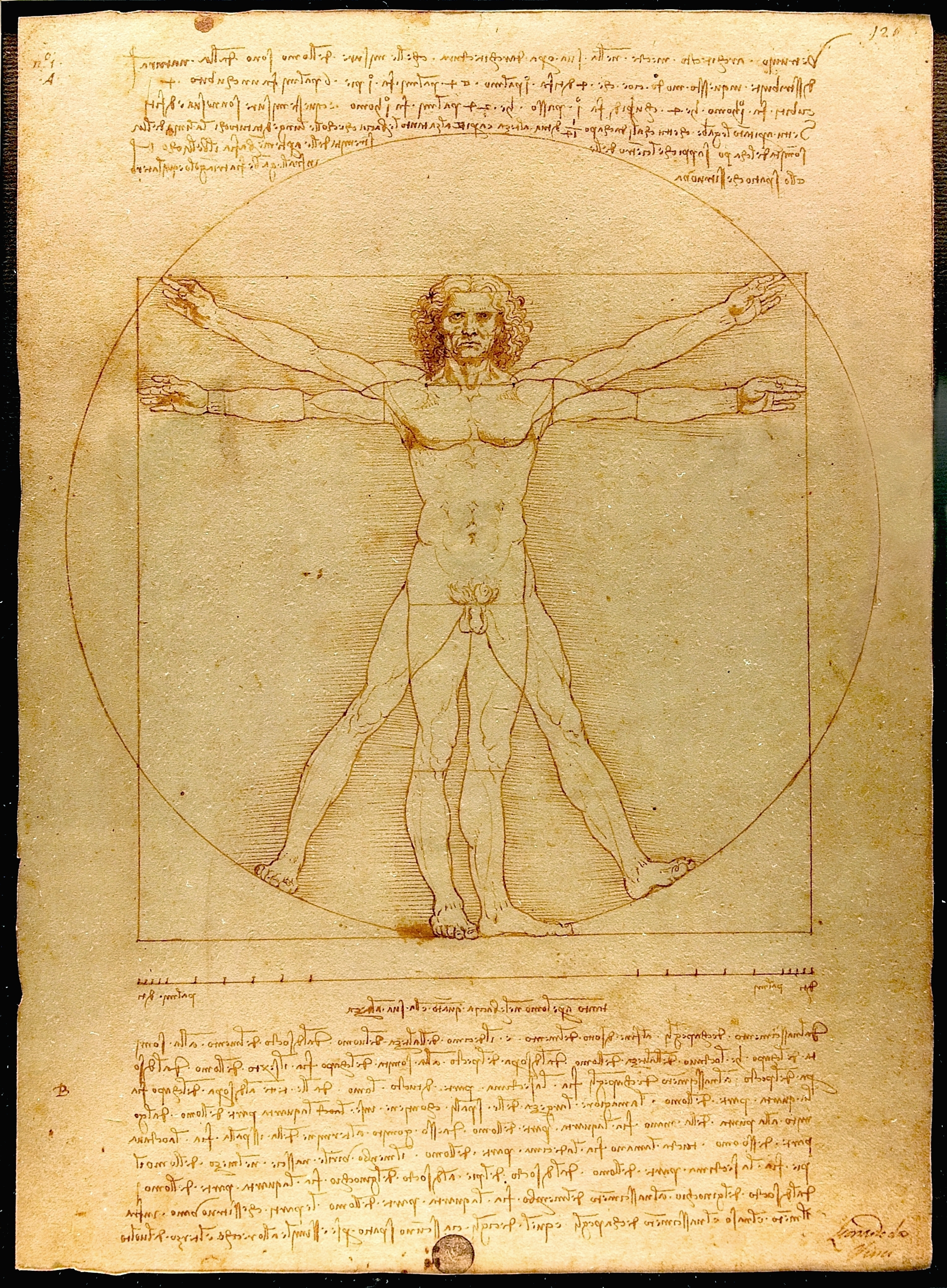
Der „vitruvianische Mensch“ von Leonardo da Vinci (1490) als Sinnbild

Anthropologie (im 16. Jahrhundert als anthropologia gebildet aus altgriechisch ἄνθρωπος ánthrōpos, deutsch ‚Mensch‘, und -logie: Menschenkunde, Lehre vom Menschen) ist die Wissenschaft vom Menschen. Sie wird im deutschen Sprachraum und in vielen europäischen Ländern vor allem als Naturwissenschaft verstanden. Die naturwissenschaftliche oder Physische Anthropologie betrachtet den Menschen im Anschluss an die Evolutionstheorie von Charles Darwin als biologisches Wesen.
Dieser naturalistischen Betrachtung des Menschen, die sich beispielsweise mit der Konstitution (früher auch mit der Rassenlehre und Humangenetik) und der Abstammung des Menschen befasst, stehen verschiedene andere Ansätze gegenüber, beispielsweise die philosophische Anthropologie. Hier wird der Mensch nicht nur als Objekt, sondern auch als Subjekt wissenschaftlich untersucht. Dabei geht es unter anderem um qualitative Eigenschaften wie die Personalität, die Entscheidungsfreiheit und die Möglichkeit zur Selbstbestimmung. Im englischen Sprachraum wird auch die Ethnologie als Kultur- beziehungsweise Sozialanthropologie als Teil der Anthropologie verstanden und ist mit der physischen Anthropologie häufig auch in gemeinsamen Fakultäten oder Instituten vereinigt. In der deutschen Wissenschaftspolitik ist die Anthropologie als Kleines Fach eingestuft.

## Geschichte der Anthropologie
Die Bezeichnung Anthropologie geht zurück auf den deutschen Philosophen, Arzt und Theologen Magnus Hundt (1449–1519), der das 1501 erschienene Werk „Antropologium de hominis dignitate, natura, et proprietatibus, de elementis, partibus et membris humani corporis“ (Anthropologie über Würde, Wesen und Eigenschaften des Menschen, über die Elemente, Teile und Glieder des menschlichen Körpers) schrieb. Zu den ersten Dozenten für das Fach gehörte der Anatom und Physiologe Heinrich Palmatius Leveling, der die Anthropologie 1799 an der Ingolstädter Universität als Vorlesung anbot. Ein Lehrstuhl für „Allgemeine Naturgeschichte und Anthropologie“ wurde 1826 in München eingerichtet. Friedrich Nasse gab von 1823 bis 1826 in Leipzig die aus der Zeitschrift für psychische Ärzte hervorgegangene Zeitschrift für die Anthropologie heraus. Auf den ersten eigenständigen Lehrstuhl Deutschlands für (physische) Anthropologie wurde am 1. August 1886 Johannes Ranke berufen, dem 1917 der Schweizer Rudolf Martin (1864–1925) folgte, der 1918 Direktor des Anthropologischen Instituts und der Anthropologisch-Prähistorischen Staatssammlung wurde. Martin war 1900 zum Extraordinarius und 1905 zum Ordinarius für Anthropologie an der Universität Zürich ernannt worden.

## Naturwissenschaftlicher Ansatz

### Biologische Anthropologie

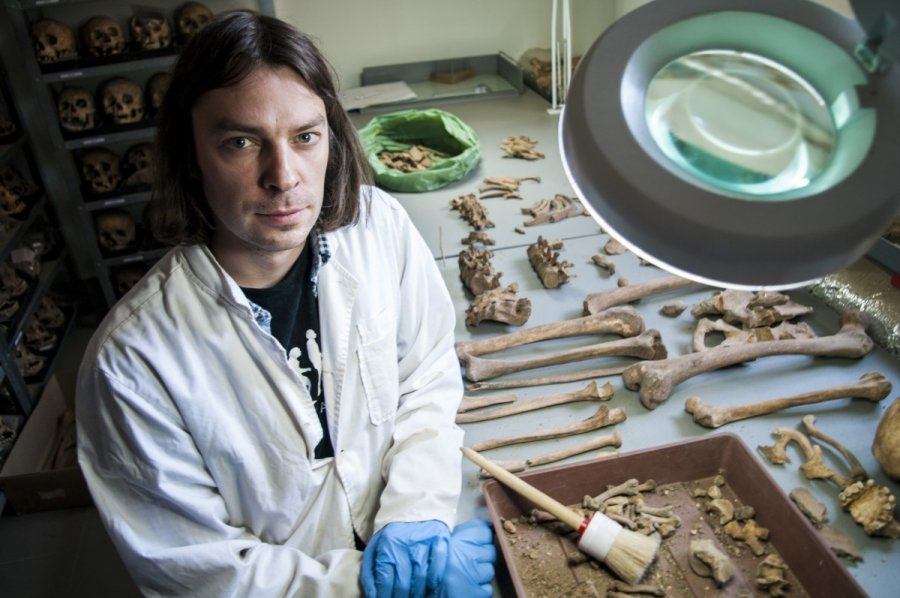
Ein Anthropologe an seinem Arbeitsplatz

Die biologische Anthropologie ist mit ihren Teilgebieten Primatologie, Evolutionstheorie, Paläoanthropologie, Bevölkerungsbiologie, Industrieanthropologie, Genetik, Sportanthropologie, Wachstum (Auxologie), Konstitution und Forensik ein Fachbereich der Humanbiologie. Ihr Ziel ist die Beschreibung, Ursachenanalyse und evolutionsbiologische Interpretation der Verschiedenheit biologischer Merkmale der Hominiden (Familie der Primaten, die fossile und rezente Menschen einschließt). Ihre Methoden sind sowohl beschreibend als auch analytisch.
Anthropologische Institutionen im deutschsprachigen Raum gibt es an Universitäten und an Museen in Tübingen, Kiel, Hamburg, Berlin, Göttingen, Jena, Gießen, Mainz, Ulm, Freiburg im Breisgau, München, Zürich und Wien. Meist ist dort die Bezeichnung nur „Anthropologie“, Zusätze wie „biologisch“ wurden in jüngerer Zeit notwendig, weil der konkurrierende US-amerikanische Begriff der anthropology auch hier bekannt ist.

### Forensische Anthropologie

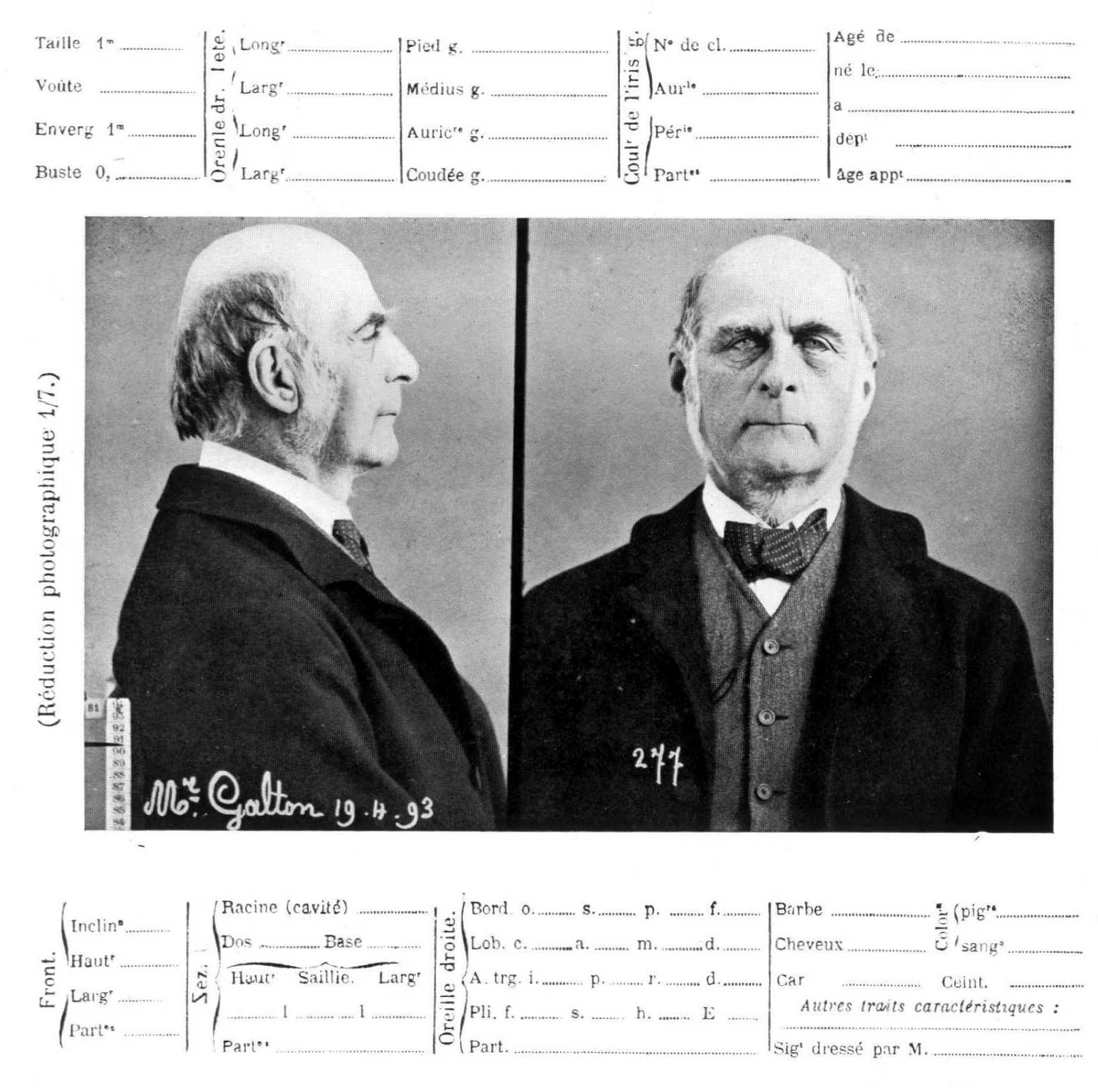
Anthropometrisches Datenblatt mit Fotografien: 1893 im Labor Alphonse Bertillons angefertigt, zeigt es Francis Galton. Heute erstreckt sich die Erfassung menschlicher Merkmale von erkennungsdienstlicher Sammelarbeit im Bereich der Humangenetik bis zur automatisierten Bewertung aktuell aufgenommener Muster.

Die forensische Anthropologie ist eine der drei gerichtlichen Wissenschaften vom Menschen, neben der Rechtsmedizin und der forensischen Zahnmedizin.
Gebiete der forensischen Anthropologie:
- Identifizierung nach Bildern. Die meisten bearbeiteten Fälle betreffen Ordnungswidrigkeiten im Verkehr, also Schnellfahrer und Rotmissachter, die spektakulären Fälle betreffen Bankräuber oder auch zeitgeschichtliche Personen.
- Identifizierung von Skeletten und teilskelettierten Leichen, auch in Massengräbern
- Altersdiagnose, insbesondere bei jungen Straftätern
- Abstammungsgutachten
- Zwillingsdiagnose

Die forensische Anthropologie dient mit den Mitteln der Anthropologie bei der Aufklärung von Verbrechen. Forensische Anthropologen haben vor allem mit der Identifikation von Bankräubern, Schnellfahrern etc. zu tun, aber auch häufig mit stark verwesten oder vollständig skelettierten Leichen. Nicht selten sind sie die letzte Hoffnung zur Aufklärung eines Verbrechens. In Deutschland gibt es eine starke institutionelle Dominanz der Rechtsmedizin, aber gerade das verhindert manchmal den Zugang zu der eigenständigen Kompetenz der Anthropologie.

### Molekulare Anthropologie
Die molekulare Anthropologie (im englischen Sprachraum auch: anthropological genetics) versucht mit Hilfe molekularbiologischer Methoden dazu beizutragen, den Verlauf der Evolution des Menschen nachzuvollziehen.

## Geisteswissenschaftlicher Ansatz

### Sozialanthropologie
Die Sozialanthropologie gilt als Wissenschaft der kulturellen und sozialen Vielfalt – oder allgemeiner als „Wissenschaft vom Menschen in der Gesellschaft“. Sie analysiert die soziale Organisation des Menschen. Im deutschen Sprachraum war der Begriff „Sozialanthropologie“ eine seit den 1960er Jahren gebrauchte Bezeichnung für die britische social anthropology oder die französische anthropologie sociale, wurde dann aber zugunsten der Fachbezeichnung „Ethnosoziologie“ aufgegeben (Fachbereich der Ethnologie). In den letzten Jahren ist jedoch eine Renaissance des Anthropologie-Begriffs zu beobachten, die einer durch Transnationalisierungs- und Globalisierungsprozesse veränderten Forschungslandschaft Rechnung tragen möchte.

### Kulturanthropologie

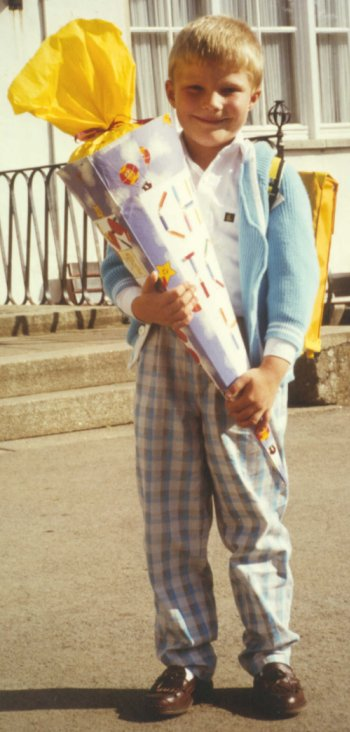
Deutscher Schulanfänger mit Schultüte: Mit der Gabe wird sein Übergang vom Familienverband in eine neue kulturelle Institution gewürdigt. Die mit der physischen Anthropologie aufgekommene Ethnologie (Völkerkunde) untersucht Überlieferungen und Brauchtum. Die primär aus geisteswissenschaftlichen Ansätzen hervorgegangene Volkskunde kann dagegen als europäische Ethnologie gelten.

Die Kulturanthropologie ist eine empirisch gestützte Wissenschaft von der Kultur (im Sinne von „menschliche Kultur“). Sie entwickelte sich im 20. Jahrhundert aus der Volkskunde, hat ihren Schwerpunkt im Gegensatz zu dieser aber in interkulturellen, ethnologischen und soziologischen Themen und Modellen. Unter den anthropologischen Fachrichtungen nimmt die Kulturanthropologie eine Mittelposition zwischen den biologisch und den philosophisch orientierten Richtungen ein; sie ist in ihrem Themenspektrum am weitesten gefasst.
Im deutschen Sprachraum hat sich bisher keine genauere Definition des Forschungsgegenstandes durchgesetzt. In den USA dagegen bezeichnet cultural anthropology die Ethnologie (Völkerkunde). Im Deutschen wird die ungenaue englische Bezeichnung anthropology teils falsch mit „Anthropologie“ übersetzt, während eigentlich die Ethnologie gemeint ist.

### Rechtsanthropologie
Die Rechtsanthropologie bildet eine eigenständige Unterform der Kulturanthropologie. Sie untersucht Inhalt und Funktionsweisen rechtlicher Strukturen des Menschen unterschiedlicher kultureller Traditionen von Stämmen und Völkern (siehe auch Rechtsethnologie). Zudem bezeichnet dieser Begriff eine rechtswissenschaftliche Forschungsrichtung, die sich den naturalen Grundkonstanten von Gesetzgebung und Rechtsprechung verschrieben hat. Dabei beschäftigt sich die Rechtsanthropologie vorwiegend mit dem (westlich-demokratischen) „Menschenbild der Verfassung“, das demgegenüber vom im Willen freien und eigenverantwortlich handelnden Menschen ausgeht. Dafür wählt sie zumeist einen pragmatisch-dualen Ansatz. Der Begriff Kultur, gelegentlich auch der politischere Begriff der Zivilisation, beschreibt dann die sozial-reale Welt, in der der Mensch beide Sichtweisen vereint.

### Philosophische Anthropologie
Die philosophische Anthropologie ist die Disziplin der Philosophie, die sich mit dem Wesen des Menschen befasst. Die moderne philosophische Anthropologie ist eine sehr junge philosophische Fachrichtung, die erst im frühen 20. Jahrhundert als Reaktion auf den Verlust von Weltorientierung entstand. Mit Ausnahme von René Descartes, der bereits Mitte des 17. Jahrhunderts in seinen Meditationen über die erste Philosophie (1641) gewisse Zweifel am mittelalterlich-christlichen Weltbild hegt und Position zu Verhältnis von Körper und Seele bezieht. Er vermittelt ein neues philosophisches Gedankengut wie: „Das Denken (=Bewusstsein ) ist es; es allein kann von mir nicht abgetrennt werden; ich bin; ich existiere - das ist gewiss […] Demnach bin ich genau genommen ein denkendes Ding, d. h. Geist bzw. Seele bzw. Verstand […]“

### Historische Anthropologie
Historische Anthropologie bezeichnet einerseits die anthropologische Forschung in der Geschichtswissenschaft, andererseits eine transdisziplinäre Forschungsrichtung, die die historische Veränderlichkeit von Grundphänomenen des menschlichen Daseins untersucht. Dabei bezieht sie die Geschichtlichkeit ihrer Blickrichtungen und methodischen Herangehensweisen sowie die Geschichtlichkeit ihres Gegenstandes, also das Erscheinungsbild des Menschen in den unterschiedenen Epochen, aufeinander.

### Theologische Anthropologie
Die theologische Anthropologie als Teilbereich der Systematischen Theologie deutet den Menschen aus christlich-theologischer Sicht. Dabei beschäftigt sie sich besonders mit dem Wesen des Menschen und der Bestimmung des Menschen vor Gott. Im Unterschied dazu untersucht die Religionsethnologie als Fachgebiet der Ethnologie (Völkerkunde) die Religionen bei den weltweit rund 1300 ethnischen Gruppen und indigenen Völkern, in Abgrenzung zur Religionssoziologie vor allem bei (ehemals) schriftlosen Kulturen. Zu unterschieden davon ist die Religionsanthropologie.

### Industrieanthropologie
Die Industrieanthropologie ist  ein Fachbereich der Anthropologie und untersucht die Gebrauchstauglichkeit und Benutzerfreundlichkeit von Industrieprodukten, Bedienelementen, Software, Arbeitsplätzen, Arbeitsprozessen oder Fahrständen.

### Medienanthropologie
Die Medienanthropologie (auch Anthropologie der Medien oder Anthropologie des Medialen) ist ein junges, interdisziplinäres Forschungsgebiet zwischen Medienwissenschaft und Anthropologie. In der Medienanthropologie werden die Produktion und Nutzung von Medien sowie deren Effekte zumeist mit kulturwissenschaftlichen und ethnografischen Methoden erforscht. Medienanthropologische Forschung wird zudem oft im Zusammenhang mit Medienpädagogik diskutiert. „Medienanthropologisch verstanden sind Menschen Wesen, die sich in Medienpraktiken und -techniken artikulieren, wahrnehmen und wahrnehmbar machen, weil sie etwas darstellen und sich ihnen etwas darstellt.“

## Andere Ansätze und Mischformen

### Anthropologie in den Sozialwissenschaften

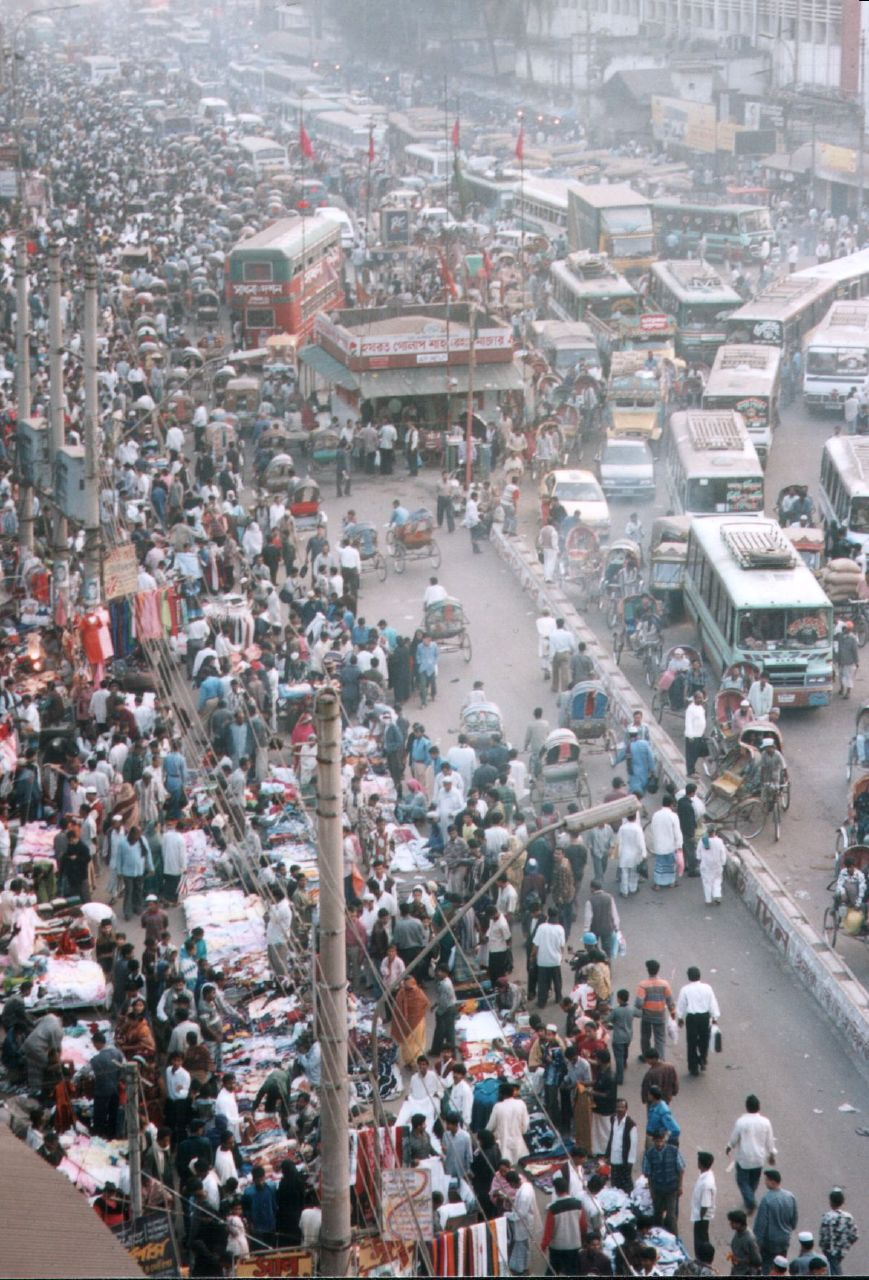
Straßenszene in Dhaka: Städter gelten als besonders weltoffen; die Humanethologie nimmt an, dass instinktives Verhalten auch in sehr großen Populationen wichtig ist – die Humanökologie untersucht den Menschen in seinem Lebensraum.

In den Sozialwissenschaften ist die Vorstellung weit verbreitet, dass der Mensch seinem Wesen nach in seinen Antrieben und Bedürfnissen unbestimmt ist, weshalb erst in Vergesellschaftungsprozessen eine Orientierung und Stabilisierung des Verhaltens und Antriebslebens entstehen kann. Dieses Menschenbild bildet die allgemeine anthropologische Voraussetzung für die Analyse von sozialen Prozessen, so etwa bei Karl Marx, Max Weber, George Herbert Mead oder Talcott Parsons.
Darüber hinaus gibt es in den Sozialwissenschaften zwei klassische Menschenbilder, die als analytische und idealtypische Modelle fungieren: der homo oeconomicus der Wirtschaftswissenschaften und der homo sociologicus der Soziologie. Eine „realistische“ Variante des individualistischen homo oeconomicus ist das RREEMM-Modell des Menschen, allerdings wird in der sozialwissenschaftlichen Theoriebildung wegen Operationalisierungsproblemen auch weiterhin überwiegend auf die einfacheren Modelle zurückgegriffen.
Ausgehend von der Einbeziehung amerikanischer Sozialforscher in den Vietnamkrieg (Project Camelot) wurde im Rahmen der Critical Anthropology ab 1970 eine „reflexive Anthropologie“ entwickelt (Bob Scholte 1970). Die Grundannahme der reflexiven Anthropologie besteht darin, dass sozialwissenschaftliche Aussagen nur dann einer Kritik standhalten, wenn sie die soziale und kulturelle Einbettung des Forschers und der Forschung mit bedenken (reflektieren). Gemäß dem Erkenntnisinteresse jeder Anthropologie („erkenne dich selbst“: gnothi seauton) ist auf diesem Weg eine Unterscheidung möglich zwischen einer Sozialforschung als Informationsgewinnung über andere Menschen („Ausspähen“, vergleiche Informationelle Selbstbestimmung) oder als Beitrag zur Selbsterkenntnis des Forschers und seiner Auftraggeber. Bedeutende Ansätze zu einer reflexiven Anthropologie wurden von Michel Foucault und Pierre Bourdieu vorgelegt.
Die „reflexive Anthropologie“ von Gesa Lindemann schließt sich im Gegensatz dazu an die historisch-reflexive Richtung innerhalb der deutschsprachigen „philosophischen Anthropologie“ (Helmuth Plessner) an. Allgemeine Aussagen der philosophischen Anthropologie werden nicht als sozialtheoretisches Fundament begriffen, sondern zum Gegenstand der Beobachtung gemacht. Bei diesem Ansatz geht es um die Bearbeitung der Frage, wie in Gesellschaften der Kreis sozialer Personen begrenzt wird und welche Funktion der Anthropologie in der Moderne zukommt.

### Psychologische Anthropologie
In dem verwendeten Schema kann die Psychologie des Menschen nicht gut untergebracht werden, denn die Psychologie vereint geisteswissenschaftliche, biologische, verhaltens- und sozialwissenschaftliche Konzepte und Methoden. Als Wissenschaft vom Erleben und Verhalten des Menschen einschließlich der biologischen bzw. neurowissenschaftlichen Grundlagen ist die Psychologie von vornherein interdisziplinär ausgerichtet. Wegen dieses umfassenden Blicks auf den Menschen kann die empirische Psychologie in ein besonderes Spannungsverhältnis zur Philosophischen Anthropologie geraten, die ebenfalls einen umfassenden theoretischen Ansatz hat, jedoch die empirischen Humanwissenschaften kaum noch zu integrieren vermag. Wichtige Themen der Psychologischen Anthropologie sind u. a. das Menschenbild, die Persönlichkeitstheorien, die Grundlagen von Motiven, Emotionen in der Neurobiologie und Psychophysiologie, die Beiträge der Kognitionswissenschaft, Sozialpsychologie und Kulturpsychologie, alle Bereiche der Angewandten Psychologie und so weiter.
Auch Psychoanalyse und Psychosomatik galten als anthropologische Disziplinen.

### Evolutionäre Anthropologie
Beispielhaft für die Forschung auf dem Gebiet der Evolutionären Anthropologie sind der Themenschwerpunkte, die das gleichnamige Max-Planck-Institut wie folgt beschreibt: „Das Max-Planck-Institut für evolutionäre Anthropologie erforscht die Geschichte der Menschheit mittels vergleichender Analysen von Genen, Kulturen, kognitiven Fähigkeiten, Sprachen und sozialen Systemen vergangener und gegenwärtiger menschlicher Populationen sowie Gruppen dem Menschen nahe verwandter Primaten. Die Zusammenführung dieser Forschungsgebiete führt zu neuen Einsichten in die Geschichte, die Vielfalt und die Fähigkeiten der menschlichen Spezies. Das Institut vereint Wissenschaftler verschiedenster Disziplinen, die sich von einem interdisziplinären Ansatz her mit der Evolution des Menschen beschäftigen.“.
Buchveröffentlichungen aus dem Gebiet der Evolutionären Anthropologie stammen beispielsweise von Michael Tomasello („Eine Naturgeschichte der menschlichen Moral“, „Mensch werden. Eine Theorie der Ontogenese“) und von Richard Wrangham („Feuer fangen: Wie uns das Kochen zum Menschen machte“, „Die Zähmung des Menschen: Warum Gewalt uns friedlicher gemacht hat“).

### Pädagogische Anthropologie
Die pädagogische Anthropologie ist der Teilbereich der Pädagogik, der sich mit dem Ertrag anthropologischer Fragen, den Zugangsweisen und den Ergebnissen innerhalb der Pädagogik befasst. Grob lassen sich hier zwei Richtungen unterscheiden: Die Realanthropologie widmet sich der empirischen Betrachtung der Wirklichkeit des Menschen unter dem Fokus, der sich aus der Pädagogik ergibt. Die Sinnanthropologie fragt nach dem Sinn und den Zielen menschlichen Handelns, die in den pädagogischen Kontext eingearbeitet werden. Die Sinnanthropologie weist so besondere Bezüge zur Bildungstheorie auf, indem sie aus einem je spezifischen Menschenbild Bildungsansprüche ableitet. Sie weist innerhalb der verschiedenen Anthropologien eine besondere Nähe zur philosophischen und theologischen Anthropologie auf. Die Realanthropologie steht besonders der biologischen, daneben auch der philosophischen Anthropologie nahe.
Die Einteilung setzte sich in den 1960er Jahren in der Unterscheidung zwischen integrativen und philosophischen Ansätzen fort. Die „integrativen“ Ansätze versuchen vor allem, anthropologische Erkenntnisse verschiedener Teildisziplinen (insbesondere der Biologie, der Soziobiologie und so weiter) für pädagogische Fragen nutzbar zu machen. Vertreter dieses Ansatzes sind unter anderem Heinrich Roth und Annette Scheunpflug. Der „philosophische“ Ansatz hat sich in verschiedene Richtungen ausdifferenziert. So besteht Otto Friedrich Bollnows Ansatz darin, anthropologische Fragen (beispielsweise nach dem Wesen des Menschen und seiner Bestimmung) für pädagogische Zusammenhänge nutzbar zu machen. Ähnlich wie andere Autoren orientierte er sich in seinen Arbeiten aber auch an der Phänomenologie. Er versuchte also nicht, aus der Philosophie (oder etwa der Biologie) ein Menschenbild zu gewinnen und es pädagogisch auszuwerten, sondern widmete sich dem pädagogischen Handeln und darin auftretenden Phänomenen wie Krise oder Begegnung unmittelbar, um sie als Bestimmungsgrößen des Menschen zu reflektieren. Der Mensch kommt bei diesen Untersuchungen im Hinblick auf Erziehung in drei Rollen vor: als Erziehender, als Zögling und als Erzieher.
In der neueren pädagogischen Anthropologie wird zum einen der integrative Ansatz fortgeführt (beispielsweise auch in der Betrachtung neuerer humanmedizinischer Ergebnisse für Pädagogik). Die philosophische Anthropologie wird heute verstärkt als historische pädagogische Anthropologie fortgesetzt, indem reflektiert wird, dass anthropologische Kenntnisse sowohl auf bestimmte Menschen in bestimmten Epochen bezogen als auch aus einer je spezifischen historischen Position heraus gewonnen werden und deshalb keine überzeitlich allgemeine Gültigkeit beanspruchen können.

### Kybernetische Anthropologie
Kybernetische Anthropologie bezeichnet den Versuch der begrifflichen Kopplung von Anthropologie und Kybernetik mit dem Vorhaben, den Gegensatz zwischen Natur- und Geisteswissenschaften zu überwinden. Die Cyberanthropologie ist ein neueres Fachgebiet der Ethnologie (Völkerkunde) oder Sozialanthropologie und untersucht transnational zusammengesetzte Online-Gemeinschaften unter Berücksichtigung kybernetischer Perspektiven.

### Medizinische Anthropologie
Die im 16. Jahrhundert aufgekommene medizinische Anthropologie beschäftigt sich mit der Wechselwirkung von Kultur und Medizin.

## Anthropologie als Oberbegriff und Dachwissenschaft

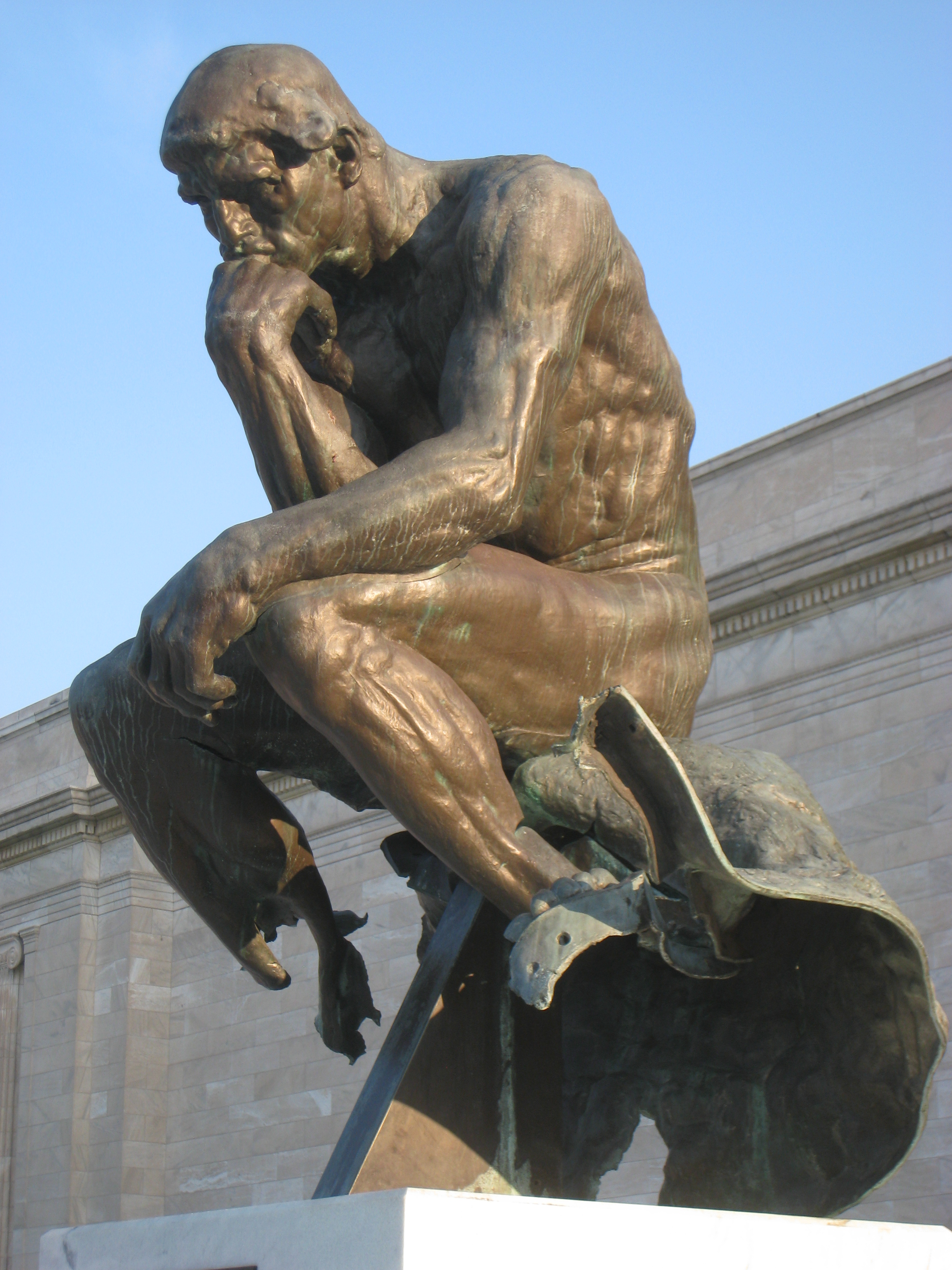
Der Denker in Cleveland: Deutungen des Menschen finden auch Ausdruck in Kunst und Religion. Die moderne Anthropologie entwickelte sich im Austausch mit Anatomie, Erdkunde und Sprachwissenschaft. Sie konzentrierte sich zunächst auf Formen des Körperbaus, untersuchte aber auch Kulturäußerungen vorgeschichtlicher und zeitgenössischer Menschen.

Manchmal wird „Anthropologie“ als Oberbegriff für mehrere der oben genannten Einzel- und Humanwissenschaften aufgefasst. Insbesondere in den USA gibt es dementsprechende Bestrebungen, biologische Anthropologie, Kulturanthropologie, Ethnolinguistik und Archäologie unter einem Dach zu vereinen (sog. „Vier-Felder-Anthropologie“). Diese weit verbreitete Auffassung leitet sich von dem Tatbestand her, dass Anthropologie – im Gegensatz und oft in Konkurrenz zur Theologie – Selbsterkenntnis des Menschen als Mensch ist, gemäß der delphischen Maxime Gnothi seauton, „erkenne dich selbst“.
In diesem Sinne geben Detlev Ganten, Volker Gerhardt, Jan-Christoph Heilinger und Julian Nida-Rümelin die umfangreiche Buchreihe „Interdisziplinäre Anthropologie“ mit derzeit 19 Bänden heraus.
Die Systematische Anthropologie, ein 1977 veröffentlichtes Werk der deutschen Ethnologen Wolfgang Rudolph und Peter Tschohl, bringt anthropologisch grundlegende Erkenntnisse in einen integrierten Zusammenhang. Mit Hilfe eines eigenen Begriffssystems wird ein gesamtanthropologisches Modell entwickelt, das die Grenzen und Überschneidungen von Disziplinen wie Ethnologie, Biologie, Humangenetik, Psychologie, Soziologie, Philosophie, Geschichte theoretisch auflöst (vergl. zu diesem Ansatz: Interdisziplinarität). „Ziel der Untersuchung ist eine wissenschaftliche Theorie, die dasjenige abdeckt, was systematisch sinnvoll zu einem „Mensch“ genannten Untersuchungsgegenstand gerechnet werden kann, und die damit nicht von einer einzelnen Fachrichtung beherrscht wird.“
Die Untersuchung erschließt ausgehend von allgemeinen Bedingungen der Gesamtwirklichkeit die besonderen Bedingungen des biotischen und humanen Bereichs. Dafür wurde eine global orientierte Auswahl an Studien ausgewertet und die daraus entwickelte interdisziplinäre Systematik theoretisch konsequent ausformuliert. So lautet ein zentrales Untersuchungsergebnis in Kurzform: „Anthropologie ist zu explizieren als Theorie der Klassenexistenz ‚Menschliche Existenz‘ ME. Sie hat damit den vorverständlichen Gegenstandsbereich Mensch als Existenzklasse M aufzufassen und systematisch darzulegen.“ Gegenstand ist die menschliche Existenz als empirisch beschreibbare Tatsache.
Die Theorie transportierte einen damals fortschrittlichen, humanen und weit gefassten Kulturbegriff. Wegen technokratisch anmutender Formulierung wurde sie aber nur in der ethnologisch und soziologisch orientierten Fachwelt rezipiert. Gerüst und Inhalt der Theorie müssten heute aktualisiert werden, bieten jedoch „eine Basis für Einzeluntersuchungen von beliebigen Ausschnitten des Gegenstandsbereichs Mensch“.
Die praktische Relevanz und damit die Rezeption der „systematischen Anthropologie“ von Rudolph und Tschohl waren bereits bei Erscheinen des Werks 1977 äußerst begrenzt. Kritiker wiesen darauf hin, dass die positivistische Begriffssystematik völlig abgehoben von den aktuellen Diskussionen in den Sozialwissenschaften entwickelt worden war. Ihr theoretischer Wert lag in der Einübung einer hierarchisch vernetzten Nomenklatur, die zwar als Ausgangspunkt für empirische Untersuchungen hätte dienen können, wenn sie allgemeine Akzeptanz gefunden hätte, aber über die Wirklichkeit menschlicher Lebensverhältnisse nicht viel mehr aussagte als ein systematisch geordneter Katalog der europäischen wissenschaftlichen Terminologie in den Humanwissenschaften. Ungeklärt blieb auch die Frage, wie die Begriffssystematik von Rudolph und Tschohl in andere Sprach- und Kultursysteme hätte übertragen werden können. Fruchtbarere Ansätze wie die Reflexive Anthropologie (vergl. dazu Pierre Bourdieu) und Ethnomethodologie wurden dagegen aus dem anthropologischen Lehrbetrieb verdrängt.
Die Basis-Theorie der Anthropologie ist ebenfalls Orientierungswissen, das Zusammenhänge zwischen den Disziplinen und Schulen der Humanwissenschaften aufzeigt. Ein Bezugsrahmen ergibt aus den vier Grundfragen der biologischen Forschung (nach Nikolaas Tinbergen): Verursachungen (= Ursache-Wirkungs-Beziehungen bei den Funktionsabläufen), Ontogenese, Anpassungswert, Phylogenese. Diese vier Aspekte sind jeweils auf verschiedenen Bezugsebenen zu berücksichtigen (vergleiche Nicolai Hartmann), beispielsweise Zelle, Organ, Individuum, Gruppe:
|                 | 1. Verursachungen | 2. Ontogenese | 3. Anpassungswert | 4. Phylogenese |
| a. Molekül      |                   |               |                   |                |
| b. Zelle        |                   |               |                   |                |
| c. Organ        |                   |               |                   |                |
| d. Individuum   |                   |               |                   |                |
| e. Familie      |                   |               |                   |                |
| f. Gruppe       |                   |               |                   |                |
| g. Gesellschaft |                   |               |                   |                |

Dem tabellarischen Orientierungsrahmen aus Grundfragen und Bezugsebenen lassen sich alle anthropologischen Fragestellungen (siehe PDF-Übersichtstabelle, Absatz A), ihre Ergebnisse (siehe Tabelle, Absatz B) und Spezialgebiete zuordnen (siehe Tabelle, Absatz C); er ist Grundlage für eine Strukturierung der Ergebnisse. Mit Hilfe der Basistheorie können die anthropologische Forschung in Theorie und Empirie vorangetrieben und fundiertes sowie spekulatives Wissen besser auseinandergehalten werden (betrifft z. B. den Schulenstreit in der Psychotherapie).